# Lukrecja (roślina)
Lukrecja (Glycyrrhiza L.) – rodzaj bylin z rodziny bobowatych. Obejmuje 36 gatunków. Rośliny te występują w Europie (5 gatunków) i Azji, nieliczne gatunki rosną w Australii oraz na kontynentach amerykańskich. W Polsce dwa gatunki są efemerofitami – przejściowo tylko dziczeją: lukrecja gładka G. glabra i lukrecja najeżona G. echinata.
Lukrecje zawierają saponiny i glicyryzynę – 50 razy słodszą od cukru spożywczego, przy czym jednak o charakterystycznym, lukrecjowym smaku. W Starożytnym Rzymie, na Bliskim Wschodzie i później w Europie wykorzystywana była jako roślina medyczna i spożywcza lukrecja gładka G. glabra. Zastosowanie lokalne w lecznictwie miały także G. lepidota (w Ameryce Północnej) i G. uralensis (w Chinach).

## Systematyka

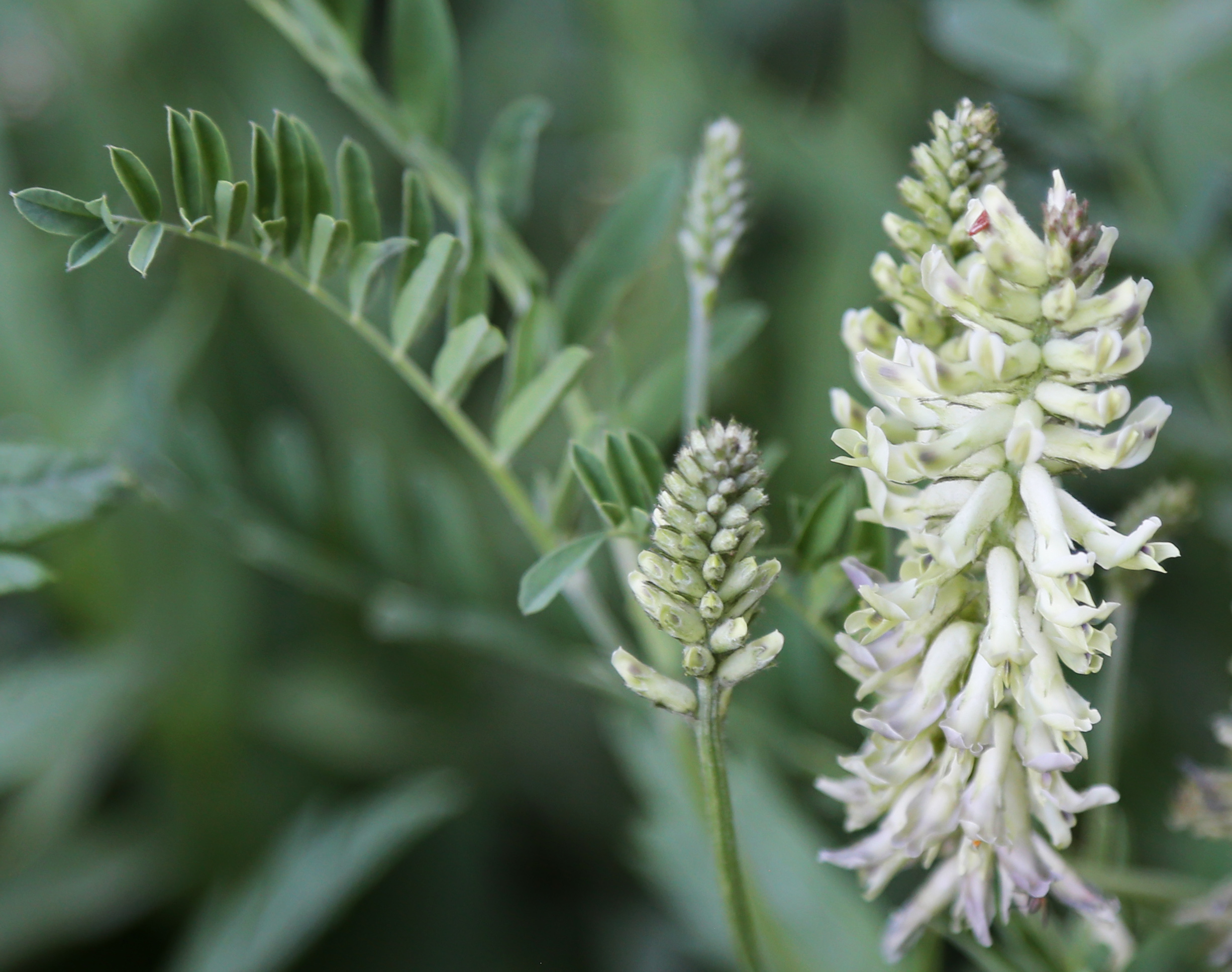
Glycyrrhiza lepidota

Pozycja według APweb (aktualizowany system APG IV z 2016)
Jeden z rodzajów podrodziny bobowatych właściwych Faboideae w rzędzie bobowatych Fabaceae s.l.. W obrębie podrodziny należy do plemienia Galegeae, podplemienia Glycyrrhizinae.
Pozycja w systemie Reveala (1993–1999)
Gromada okrytonasienne (Magnoliophyta Cronquist), podgromada Magnoliophytina Frohne & U. Jensen ex Reveal, klasa Rosopsida Batsch, podklasa różowe (Rosidae Takht.), nadrząd Fabanae R. Dahlgren ex Reveal, rząd bobowce (Fabales Bromhead), rodzina bobowate (Fabaceae Lindl.), rodzaj lukrecja (Glycyrrhiza L.).
Wykaz gatunków
- Glycyrrhiza acanthocarpa (Lindl.) J.M.Black
- Glycyrrhiza alalensis X.Y.Li
- Glycyrrhiza alaschanica Grankina
- Glycyrrhiza aspera Pall.
- Glycyrrhiza astragalina Gillies ex Hook. & Arn.
- Glycyrrhiza asymmetrica Hub.-Mor.
- Glycyrrhiza bucharica Regel
- Glycyrrhiza echinata L. – lukrecja najeżona
- Glycyrrhiza eglandulosa X.Y.Li
- Glycyrrhiza flavescens Boiss.
- Glycyrrhiza foetida Desf.
- Glycyrrhiza foetidissima Tausch
- Glycyrrhiza glabra L. – lukrecja gładka
- Glycyrrhiza gobica Grankina
- Glycyrrhiza grandiflora Tausch
- Glycyrrhiza hispida Pall.
- Glycyrrhiza inflata Batalin
- Glycyrrhiza krasnoborovii Grankina
- Glycyrrhiza laxiflora X.Y.Li & D.C.Feng
- Glycyrrhiza laxissima Vassilcz.
- Glycyrrhiza lepidota Pursh
- Glycyrrhiza macrophylla X.Y.Li
- Glycyrrhiza michajloviana Grankina & E.V.Kuzmin
- Glycyrrhiza nadezhinae Grankina
- Glycyrrhiza orientalis Grankina & Letjaeva
- Glycyrrhiza pallidiflora Maxim.
- Glycyrrhiza purpureiflora X.Y.Li
- Glycyrrhiza sergievskiana Grankina & Aralbaev
- Glycyrrhiza shiheziensis X.Y.Li
- Glycyrrhiza soongorica Grankina
- Glycyrrhiza squamulosa Franch.
- Glycyrrhiza subechinata Boza
- Glycyrrhiza uralensis Fisch. ex DC. – lukrecja chińska

## Zastosowanie

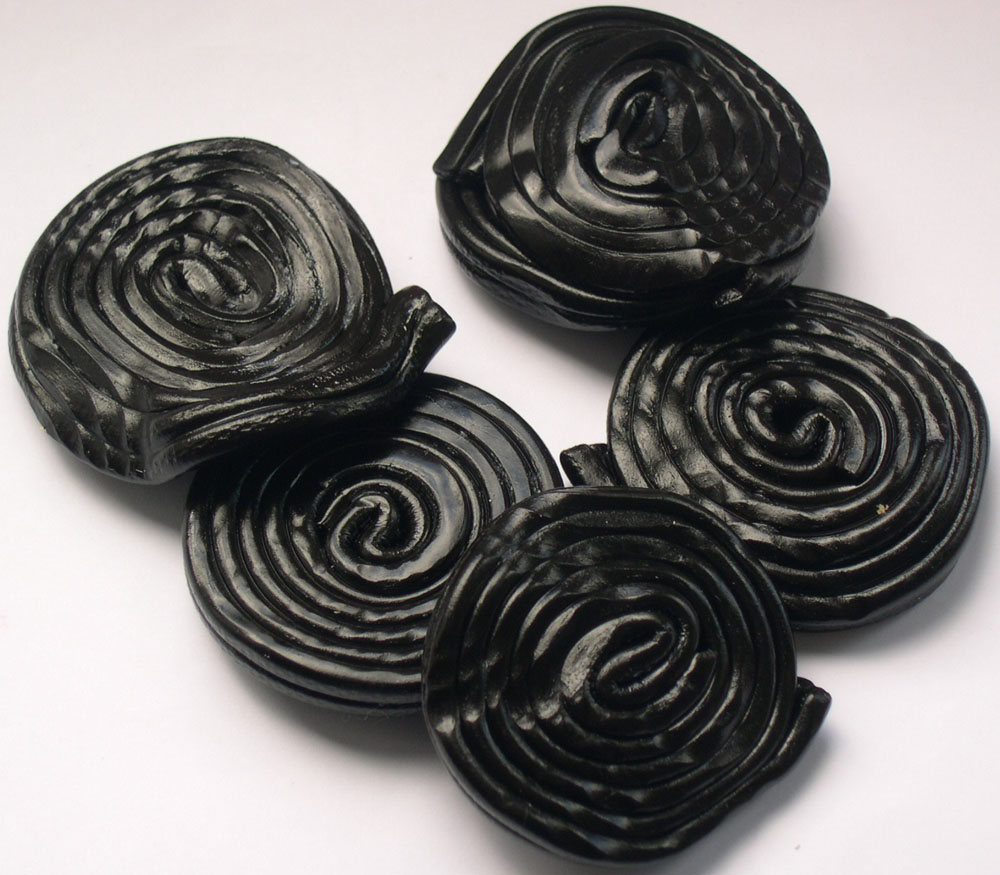
Lukrecja konfekcjonowana

Glicyryzyna, czyli jeden ze składników aktywnych roślin z tego rodzaju, sprzyja gromadzeniu wody w organizmie. Dlatego lukrecja gładka była stosowana już przez rzymskich żołnierzy do zmniejszania pragnienia. Roślina wykorzystywana była wszechstronnie jako lecznicza. Współcześnie stwierdzono, że glicyryzyna hamuje replikację koronawirusów i HIV.
Lukrecja ma też szerokie zastosowanie w kosmetyce jako jeden ze składników szamponów, kremów, toników czy żeli. Polecana także jako środek wspomagający leczenie zmian atopowych skóry oraz łuszczycy.
Jako środek spożywczy lukrecja stosowana jest głównie w przemyśle cukierniczym w krajach skandynawskich (zob. słona lukrecja). Cukierki produkowane z lukrecji mają charakterystyczną, ciemną lub nawet czarną barwę. Lukrecja jest również składnikiem włoskiego likieru sambuca. Smak lukrecji przypomina anyż, zatem aromaty zbliżone do likieru sambuca można znaleźć także w tureckiej raki, w greckiej ouzo, bułgarskiej mastice (anyżowy likier) lub francuskim pastis.